# Machan - La vera storia di una falsa squadra
Machan - La vera storia di una falsa squadra (Machan) è un film del 2008 diretto da Uberto Pasolini.
Presentato alla mostra del cinema di Venezia del 2008 e uscito nelle sale cinematografiche italiane il 12 settembre successivo, è ispirato alla storia vera di una finta squadra di pallamano che nel 2004 sparì in Germania dopo avere ottenuto il visto d'ingresso per ragioni sportive.

## Trama
Machan è l'equivalente singalese di amicizia. Manoj, barman di hotel, e Stanley, venditore di frutta, sono due amici di Colombo che tentano l'espatrio in Germania in cerca di un futuro migliore, ma la burocrazia e le leggi rendono problematico al limite dell'impossibile emigrare in tale Paese.
Casualmente i due amici trovano un dépliant pubblicitario di un torneo a inviti di pallamano (sport molto popolare in Germania) da tenersi in una cittadina della Baviera. Decidono quindi di tentare il tutto per tutto e, tra mille difficoltà e defezioni, creano una squadra che, complice il relativo anonimato che circonda lo sport singalese a livello internazionale, viene spacciata per la nazionale di pallamano dello Sri Lanka.
La squadra ovviamente, i cui componenti avevano avuto un'infarinatura minima sul gioco della pallamano, non è competitiva e perde diversi incontri a zero punti segnati, ma quando finalmente riesce a marcare un punto i giocatori, benché in Germania per espatriare clandestinamente, non riescono a trattenere la loro gioia. Quella sera stessa fuggono, precedendo di poco la polizia che la mattina dopo fa irruzione nell'albergo avendo scoperto la natura illegale della squadra singalese.

## La storia vera
A settembre 2004 in Baviera fu organizzato un soggiorno per atleti stranieri nel quadro di un programma di scambi sportivi; a tale soggiorno fu ammessa, con regolare lettera di presentazione, una delegazione singalese di 23 persone, alcune delle quali accreditate come accompagnatori, allenatori e medici, che ottenne un visto di un mese.
Alloggiati a Wittislingen, dopo circa una settimana dall'arrivo sparirono tutti; all'inizio si pensò a uno smarrimento nei boschi bavaresi, ma quando il comitato olimpico dello Sri Lanka comunicò che nel Paese non esiste una federazione di pallamano, sport lì praticamente sconosciuto (nell'unico incontro disputato, l'estemporanea compagine perse 0-72), apparve chiaro che i 23 singalesi avevano millantato il loro status di sportivi per ottenere un visto d'ingresso in Germania.
A quattro anni dalla fuga nessuno dei 23 finti atleti era stato ancora rintracciato.

## Riconoscimenti
Machan fu presentato alla 65ª mostra del cinema di Venezia del 2008, vincendo il premio FEDIC e il Label Europa Cinemas.
A seguire partecipò ad altre rassegne come l'Art Film Festival, il Brussels European Film Festival e il Palm Beach International Film Festival.